# Boeing Vertol CH-46 Sea Knight

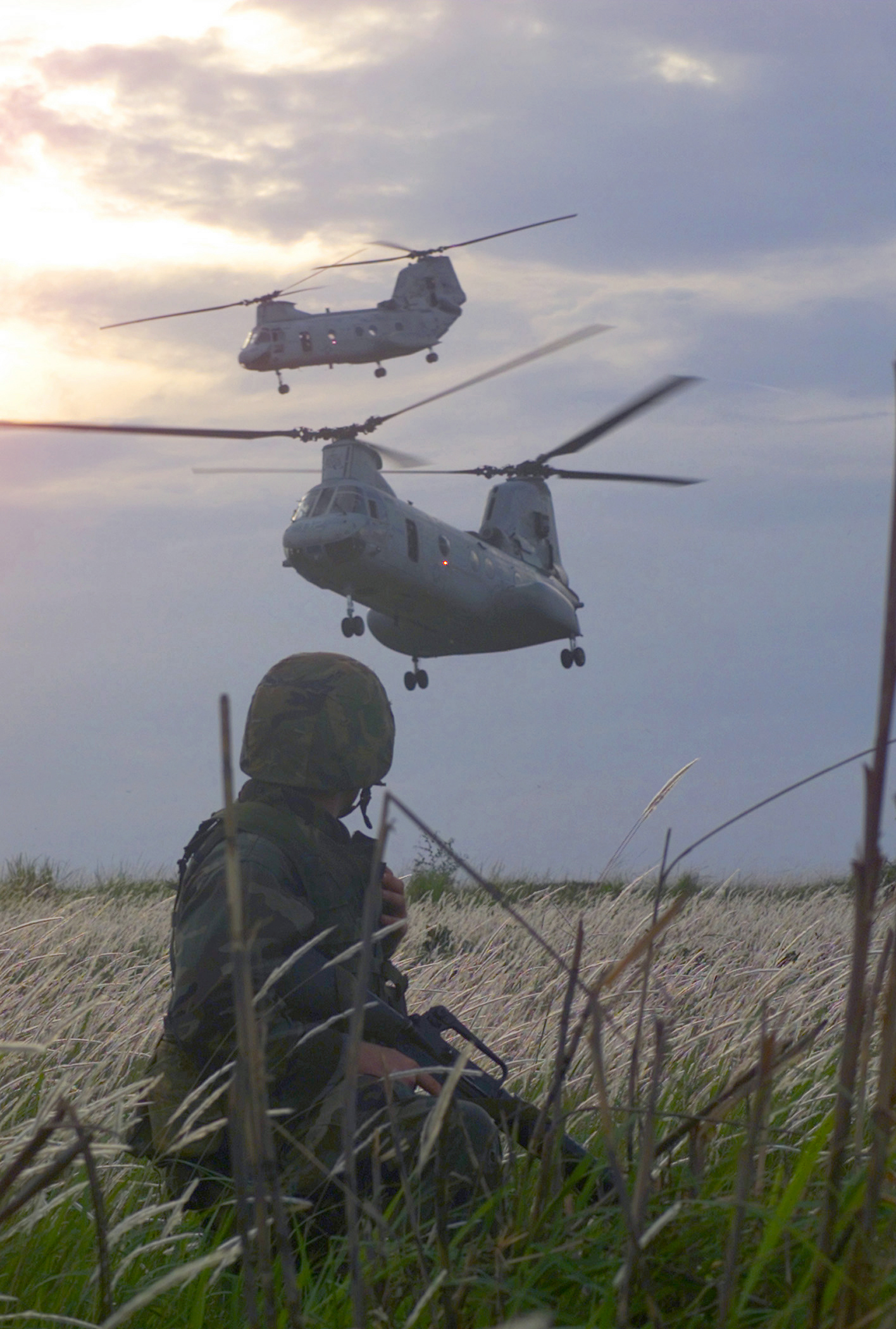
CH-46 americanos.

O CH-46D Sea Knight é um helicóptero médio de assalto com rotores em tandem, foi usado pela Marinha dos EUA para transporte de cargas, pessoal e busca e salvamento. 
O CH-46E é usado pelos Fuzileiros Navais dos EUA para prover transporte de assalto em qualquer tempo, dia e noite, para tropas, suprimentos e equipamento. A versão final de produção foi o CH-46F. O CH-46 Sea Knight foi adquirido pela primeira vez em 1960 sob a antiga designação HRB-1 para preencher o requerimento de transporte médio dos Fuzileiros Navais dos EUA para os ambientes de combate da época. 
No total, cerca de 524 H-46s foram produzidos para as Forças Armadas dos EUA, sendo que o último Sea Knight saiu da linha de produção em Fevereiro de 1971. Foi também produzido na versão helicóptero anfíbio.
O CH-46 Sea Knight foi retirado de serviço em 2004, sendo substituído pelo MH-60S. 

## Concepção e desenvolvimento
Piasecki foi o pioneiro dos helicópteros com rotores em tandem, sendo o mais famoso o helicóptero H-21 "Flying Banana".
Piasecki fundou a empresa Vertol que começou logo a trabalhar num novo conjunto de rotores para helicópteros designado o Vertol Model 107 ou V-107, em 1957. O V-107 tinha dois motores Lycoming T53 turboshaft, que produziam cada um 640 kW. O primeiro voo do V-107 foi no dia 22 de Abril de 1958. O V-107 foi então colocado através de um voo, em demonstração. Em Junho de 1958, o Exército dos EUA assinaram um contrato com a Vertol para produzir dez aviões designadas por "YHC-1A". A produção foi posteriormente reduzida para três, podendo assim o Exército desviar os fundos para o V-114, uma versão melhorada do V-107. Três dos YHC-1A's foram-lhes colocados motores GE-T-58. Os YHC-1A's voaram a primeira vez em Agosto de 1959, e logo de seguida foi exportados com o nome de 107-II. Durante o ano de 1960, a Marinha dos EUA (USMC) evoluiu a carga de transporte substituindo o motor de pistões. Na sequência de um concurso, a Boeing Vertol foi seleccionada para construir o modelo 107M e o HRB-1, no início de 1961. A Boeing uniu-se à Vertol em 1960, rebaptizado o grupo de Boeing Vertol.

## Especificações (CH-46E)
Dados de: Frawley, Donald
Descrições gerais
- Tripulação: 5 - dois pilotos, um chefe de pessoal, um artilheiro/observador e um artilheiro na traseira
- Capacidade: 24 soldados ou
  - 15 macas e 2 atendentes ou
  - Carga de 2 270 kg (5 000 lb)
- Comprimento: 13,66 m (45 ft)
- Diâmetro do rotor(es): 15,24 m (50 ft)
- Altura: 5,09 m (17 ft)
- Largura: 2,2 m (7,2 ft)
- Área rotor: 364.8 m²
- Peso vazio: 5 255 kg (11 600 lb)
- Peso bruto (carregado): 7 891 kg (17 400 lb)
- Peso de decolagem: 11 000 kg (24 300 lb)

Motorização
- Número de motores: 2x
- Tipo do motor: Turboshaft
- Fabricante/modelo: General Electric T58-GE-16
- Potência por motor: 1 870 hp (1 390 kW)

Performance
- Velocidade máxima: 257 km/h (160 mph)
- Velocidade total em Nó: 144 kn (267 km/h)
- Alcance: 1 110 km (690 mi)
- Alcance bélico: 1 020 km (634 mi)
- Razão de subida: 8,71 m/s
- Tecto de serviço: 5 180 m (17 000 ft)

Armamentos
- Metralhadoras/canhões: 2x GAU-15/A .50 BMG de 12,7 mm (0,500 in)
1x M240D de 7,62 mm (0,300 in)

## Ligação externa
- FAS Military Analysis Network (em inglês)
- Global Security (em inglês)